# Campeonato Piauiense de Futebol de 2019 - Segunda Divisão
O Campeonato Piauiense de Futebol - Segunda Divisão de 2019 foi a 15ª edição do torneio, correspondente à segunda divisão do futebol do estado do Piauí em 2019.

## Formato

### Regulamento
Primeira Fase
As cinco equipes disputaram jogos em turno único entre si e se classificaram para a fase final os quatro melhores times.
Fase Final
A fase final contará com semifinal e final. Na semifinal, as equipes classificadas disputaram dois jogos de ida e volta e serão divididas em duas chaves. A final definirá o campeão e o vice em duas partidas, ambas equipes garantiram o acesso à 1ª Divisão de 2020.

### Critério de desempate
Os critérios de desempate seriam aplicados na seguinte ordem:
1. Maior número de vitórias
2. Maior saldo de gols
3. Maior número de gols pró (marcados)
4. Maior número de gols contra (sofridos)
5. Confronto direto
6. Sorteio

## Primeira Fase

### Classificação
| Pos | Times        | Pts | J | V | E | D | GP | GC | SG | Zona de classificação            |
| --- | ------------ | --- | - | - | - | - | -- | -- | -- | -------------------------------- |
| 1   | Timon        | 7   | 4 | 2 | 1 | 1 | 6  | 7  | -1 | Classificados para às Semifinais |
| 2   | Picos        | 6   | 4 | 2 | 2 | 0 | 6  | 3  | +3 | Classificados para às Semifinais |
| 3   | Oeirense     | 6   | 4 | 1 | 3 | 0 | 7  | 5  | +2 | Classificados para às Semifinais |
| 4   | Corisabbá    | 3   | 4 | 0 | 3 | 1 | 5  | 6  | -1 | Classificados para às Semifinais |
| 5   | Comercial-PI | 2   | 4 | 0 | 2 | 2 | 5  | 8  | -3 | Eliminados                       |

|              | COM   | COR   | ORS   | PIC   | TIM   |
| ------------ | ----- | ----- | ----- | ----- | ----- |
| Comercial-PI | —     | 1 — 1 | —     | —     | 1 — 2 |
| Corisabbá    | —     | —     | 1 — 1 | 2 — 2 | —     |
| Oeirense     | 4 — 2 | —     | —     | 0 — 0 | —     |
| Picos        | 1 — 1 | —     | —     | —     | 3 — 0 |
| Timon        | —     | 2 — 1 | 2 — 2 | —     | —     |

|  |                     |  |        |  |                      |
|  | Vitória do Mandante |  | Empate |  | Vitória do Visitante |

#### Rodadas na liderança e Lanterna
Em negrito, os clubes que mais permaneceram na liderança.
| Liderança | Liderança | Liderança | Liderança | Liderança |
| --------- | --------- | --------- | --------- | --------- |
| 1         | 2         | 3         | 4         | 5         |
| PICOS     | PICOS     | OEIRENSE  | OEIRENSE  | TIMON     |
| Lanterna  |           |           |           |           |
| 1         | 2         | 3         | 4         | 5         |
| TIMON     | COMERCIAL | COMERCIAL | COMERCIAL | COMERCIAL |

## Fase final
|  | Semifinais | Semifinais | Semifinais | Semifinais |   |       | Final | Final | Final | Final |
|  |            |            |            |            |   |       |       |       |       |       |
|  | Corisabbá  | 2          | 2          | 4          |   |       |       |       |       |       |
|  | Timon      | 2          | 3          | 5          |   |       |       |       |       |       |
|  | Timon      | 2          | 3          | 5          |   | Timon | 1     | 1     | 2     |       |
|  |            |            |            |            |   | Timon | 1     | 1     | 2     |       |
|  |            | Picos      | 2          | 1          | 3 |       |       |       |       |       |
|  | Oeirense   | Picos      | 2          | 1          | 3 | 1     | 1     | 2     |       |       |
|  | Oeirense   |            |            |            |   | 1     | 1     | 2     |       |       |
|  | Picos      | 0          | 3          | 3          |   |       |       |       |       |       |

## Premiação
| Campeonato Piauiense de 2019 - Segunda Divisão |
| ---------------------------------------------- |
| Picos Campeão (2° título)                      |